# Paso Robles
Pour les articles homonymes, voir Paso.
Paso Robles est une ville du comté de San Luis Obispo en Californie, située à peu près à mi-chemin entre San Francisco et Los Angeles.

## Historique
La ville est située à l'emplacement d'un ancien ranch mexicain qui a été racheté en 1857. Le premier hôtel y a été construit en 1864. Paso Robles est connu pour ses sources thermales, ses bains de boue ainsi que pour ses vignes.
En 2003 un séisme y a atteint 6.6 sur l'échelle de Richter.

## Démographie
| 1890 | 1900  | 1910  | 1920  | 1930  | 1940  |
| ---- | ----- | ----- | ----- | ----- | ----- |
| 827  | 1 224 | 1 441 | 1 919 | 2 573 | 3 045 |

| 1950  | 1960  | 1970  | 1980  | 1990   | 2000   |
| ----- | ----- | ----- | ----- | ------ | ------ |
| 4 835 | 6 677 | 7 168 | 9 163 | 18 583 | 24 297 |

| 2010   | - | - | - | - | - |
| ------ | - | - | - | - | - |
| 29 793 | - | - | - | - | - |